# 鹿野氏高腰蝸牛
鹿野氏高腰蝸牛（学名：Satsuma kanoi）为南亞蝸牛科栗蝸牛屬下的一个种。該物種主要分布於綠島。該種學名中的「kanoi」來自日本博物學者鹿野忠雄鹿，鹿野忠雄也是該種最早發現與採集者。

## 外部連結
- 維基物種上的相關：鹿野氏高腰蝸牛